# Gorguts
I Gorguts sono un gruppo technical death metal originario del Québec, in Canada, formatosi nel 1989. Sono classificati in un sottogenere del death metal, del quale danno comunque un'interpretazione piuttosto anticonvenzionale, che ha valso loro l'apprezzamento della critica di settore (anche se restano poco conosciuti al grande pubblico).

## Storia
Nell'ottobre del 2002 ebbe una certa diffusione la notizia del suicidio del loro batterista, Steve MacDonald.
Nel 2005, con un messaggio sul sito ufficiale, Luc Lemay annunciò lo scioglimento del gruppo. Subito dopo, insieme a Steeve Hurdle intraprese una nuova avventura con la band Negativa.
Luc Lemay sul finire del 2008 decise di riformare la band con dei nuovi componenti, dopo la decisione dei Negativa di cambiare stile e non essere più il prosieguo musicale dei Gorguts.
La maggior parte degli esperti considera il terzo album Obscura l'apice della loro produzione.

## Formazione

### Formazione attuale
- Luc Lemay – voce, chitarra (1989-2005, 2008-presente)
- Kevin Hufnagel – chitarra (2009-presente)
- Colin Marston – basso (2009-presente)
- Patrice Hamelin – batteria (2014-presente)

### Ex componenti
- John Longstreth – batteria (2009-2014)
- Dan Mongrain – chitarra (1999-2001)
- Patrick Robert – batteria (1995-1998)
- Steeve Hurdle – chitarra (1993-1999)
- Steve MacDonald – batteria (1993-1995, 1998-2002)
- Steve Cloutier – basso (1993-2004)
- Sylvain Marcoux – chitarra (1991-1993)
- Eric Giguere – basso (1990-1993)
- Gary Chouinard – chitarra (1989-1991)
- Stephane Provencher – batteria (1989-1993)
- Carlo Gozzi – basso (1989)

### Turnisti
- Patrice Hamelin – batteria (2011-2014)

## Discografia

### Album in studio
- 1991 – Considered Dead
- 1993 – The Erosion of Sanity
- 1998 – Obscura
- 2001 – From Wisdom to Hate
- 2013 – Colored Sands

### EP
- 2016 – Pleiades' Dust

### Album dal vivo
- 2006 – Live in Rotterdam

### Raccolte
- 2003 – ...and Then Comes Lividity + Demo Anthology
- 2004 – Considered Dead + The Erosion of Sanity
- 2016 – Obscura + From Wisdom to Hate

### Demo
- 1989 – Demo '89
- 1990 – ...and Then Comes Lividity